# Gianluigi Lentini
Gianluigi Lentini (Carmagnola, 27 maart 1969) is een voormalig Italiaans voetballer. In 1992 werd hij de duurste voetballer uit de geschiedenis nadat hij voor 18 miljard lire (16 miljoen euro) de overstap maakte van Torino naar AC Milan.

## Carrière
Lentini begon op twaalfjarige leeftijd met voetballen in zijn woonplaats bij Torino. Samen met zijn leeftijdsgenoten Diego Fuser, Giorgio Bresciani en Gianluca Sordo behaalde hij in 1986 het eerste elftal van de club, waar hij zich de komende jaren zou ontwikkelen tot een van de grootste Italiaanse talenten van zijn generatie. In 1992 behaalde hij met zijn club de finale van de UEFA Cup, nadat er in halve finale was afgerekend met Real Madrid. Over twee wedstrijden gezien bleek Ajax echter de bovenliggende partij, waardoor de Amsterdammers er met de beker vandoor gingen.
In de zomer van 1992 werden in de Serie A de mondiale transferrecords gebroken. Jean-Pierre Papin en Gianluca Vialli waren de eersten die voor vele miljoenen van club wisselden. Op 2 juli 1992 werd echter Lentini door AC Milan voor omgerekend 16 miljoen euro overgenomen van Torino. Clubeigenaar Silvio Berlusconi bleek de slag om het jeugdige talent te hebben gewonnen van Fiat-eigenaar Gianni Agnelli, die Juventus financieel ondersteunde. Lentini bleef de duurste speler ter wereld totdat Alan Shearer in 1996 de overstap maakte van Blackburn Rovers naar Newcastle United.
In het eerste seizoen bij AC Milan kwam hij veel aan spelen toe, hij verscheen dertig maal binnen de lijnen en won met zijn club de landstitel. Na het succesvolle seizoen vertrok Ruud Gullit naar Sampdoria waardoor Lentini zijn rol binnen het elftal over moest nemen. Daar kwam echter door een ernstig auto-ongeval niets van terecht. Op 2 augustus 1993 werd hij het slachtoffer van zijn eigen luxebestaan. Lentini reed te hard over de gevaarlijke snelweg tussen Piacenza en Turijn en sloeg met zijn Porsche over de kop nabij Villafranca d'Asti. De glamoureuze voetballer had een te klein reservewiel laten monteren en dacht onderweg een telefoontje naar zijn vriendin te kunnen permitteren. Dit werd hem bijna fataal: Lentini vloog tegen de vangrails en werd uit zijn wagen geslingerd die daarna meteen in brand vloog. Hij liep een schedelbasisfractuur op en lag twee dagen in coma. Ook had hij talloze kneuzingen en een gebroken vinger.
Zijn revalidatie verliep echter sneller dan verwacht waardoor Lentini na vier maanden op 16 januari 1994 tegen Genoa weer te zien was in het San Siro. Zijn prestaties bleven echter achter bij zijn reputatie. Trainer Fabio Capello had zijn systeem aangepast waardoor er geen ruimte meer was voor vleugelspelers, Lentini moest nu aan de bak op het middenveld. Daar ondervond hij echter zware concurrentie van spelers als Zvonimir Boban, Roberto Donadoni, Marcel Desailly en Stefano Eranio. De duurste speler ter wereld wist nog wel korte tijd te overtuigen maar kwam na zijn ongeval nog maar sporadisch aan spelen toe. In 1996 vertrok Lentini voor een seizoen naar Atalanta Bergamo, waarna hij terugkeerde naar Torino. Daar bleef hij actief tot en met 2001 waarna hij alleen nog bij kleinere clubs onder contract stond.

## Erelijst
Torino
- Serie B: 1989/90, 2000/01
- Mitropacup: 1991

 AC Milan
- UEFA Champions League: 1993/94
- Serie A: 1992/93, 1993/94, 1995/96
- Supercoppa Italiana: 1992, 1993, 1994

## Trivia
- In 2000 kwam aan het licht dat er bij de transfer van Lentini naar AC Milan sprake zou zijn van fraude en belastingontduiking. Berlusconi zou de speler en de club beiden vijf miljoen euro zwart geld hebben betaald, maar dit werd altijd ontkend. Er werd een rechtszaak aangespannen, maar in 2002 werd het Italiaans Openbaar Ministerie niet-ontvankelijk verklaard omdat er te lang was gewacht met het vervolgen van de betrokkenen.[5]